# 曲枝脚骨脆
曲枝脚骨脆（学名：Casearia flexuosa）为大风子科脚骨脆属下的一个种。

## 扩展阅读
- 維基物種上的相關：曲枝脚骨脆